# Blender (Landkreis Verden)
Blender ist eine Gemeinde in der Samtgemeinde Thedinghausen im Landkreis Verden in Niedersachsen. Die Gemeinde erstreckt sich auf einer Fläche von 38,31 km².

## Lage
{{Veraltet | dieses Abschnitts | Steg und Sprungturm wurde bei Renaturierungsmaßnahmen entfernt}}
Neben der Ortschaft Blender gehören die Orte Adolfshausen, Amedorf, Einste, Gahlstorf, Hiddestorf, Holtum-Marsch, Intschede, Oiste, Reer, Ritzenbergen, Seestedt, Varste und Winkel zur Gemeinde.
Östlich vom Ortskern von Blender befindet sich der 6,3 ha große Blender See. Er erstreckt sich in Nord-Süd-Richtung, ist ca. 1000 m lang, maximal 100 m breit und seit 1936 Naturschutzgebiet. Auf einem ca. 50 m langen Abschnitt gibt es eine Badestelle mit Steg und Sprungturm.

## Geschichte
Ältester Ort in der Gemeinde ist Oiste, der 860 erwähnt wurde. Ritzenbergen und Amedorf werden 935 in Urkunden erwähnt. Die erste historische Erwähnung von Blender fand 1186 als blendere statt. Weitere alte Ortschaften sind Intschede, die bereits 1124 erwähnt wurde, sowie Hiddestorf, die 1179 erstmals genannt wurde.
Die Zugehörigkeit der Ortschaften zu Ämtern und Landkreisen wechselte. Teilweise gehörten die Ortschaften zur Grafschaft Hoya, zu Verden oder zu Schwarme.
Seit 2008 existiert eine Homepage über Alt-Blender. Auf ihr befinden sich Bilder und Unterlagen zur Geschichte der Gemeinde.

## Eingemeindungen
Am 1. Juli 1972 wurden die Gemeinden Einste, Intschede und Oiste eingegliedert.

## Religion
In der Gemeinde Blender gibt es insgesamt drei evangelische Kirchen. Sie gehören zur Evangelischen Landeskirche Hannover und sind seit 1970 zu einem Pfarramt vereinigt, jedoch weiterhin selbständig.
- Ev.-luth. Gemeinde Blender: Die Gemeinde wurde 1126 gegründet. Die Einführung der Reformation erfolgte nach 1558. Die heutige Kirche zu Blender wurde zwischen 1825 und 1827 von Ludwig Hellner erbaut. Der barocke Westturm stammt aus dem Jahr 1764.[3]
- Ev.-luth. Gemeinde Intschede: Die Gemeinde wurde 1120 gegründet. Die Einführung der Reformation geschah erst 1574 als der letzte katholische Pastor Wolterus Bornemann starb. Die heutige St. Michaelis-Kirche zu Intschede wurde 1819 eingeweiht, nachdem die alte Kirche wegen Baufälligkeit abgerissen werden musste.
- Ev.-luth. Gemeinde Oiste: Oiste war ursprünglich Filialkirche von Wechold. Im Jahre 1420 wurde erstmals ein Kirchenbau erwähnt. Oiste war von 1936 bis 1953/57 Sitz der Landessuperintendentur des Sprengels Verden-Hoya der Evangelisch-lutherischen Landeskirche Hannovers. Die heutige Kirche Oiste stammt aus dem Jahr 1832 und wurde von Friedrich August Ludwig Hellner entworfen.

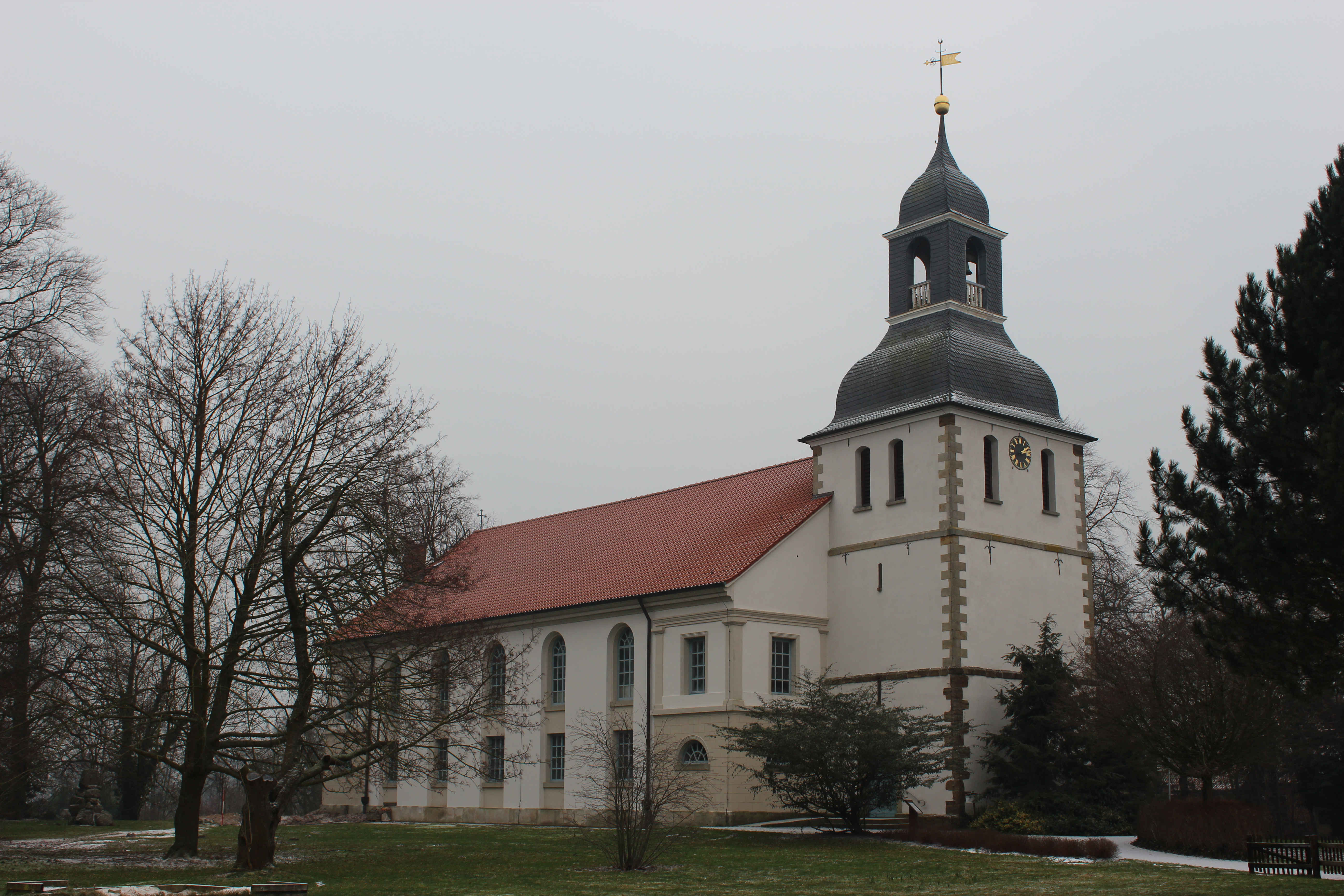
Kirche zu Blender
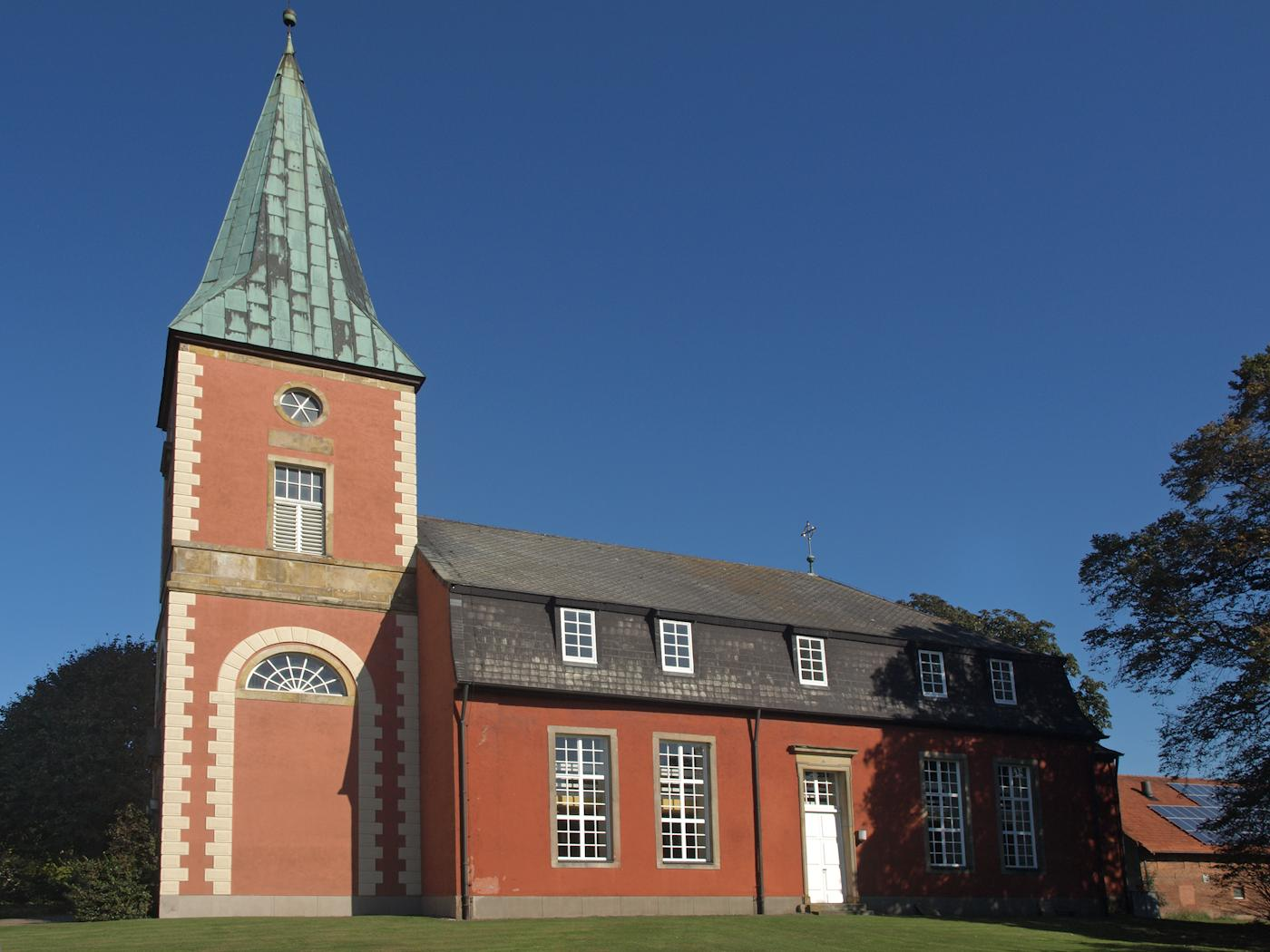
St. Michaelis (Intschede)
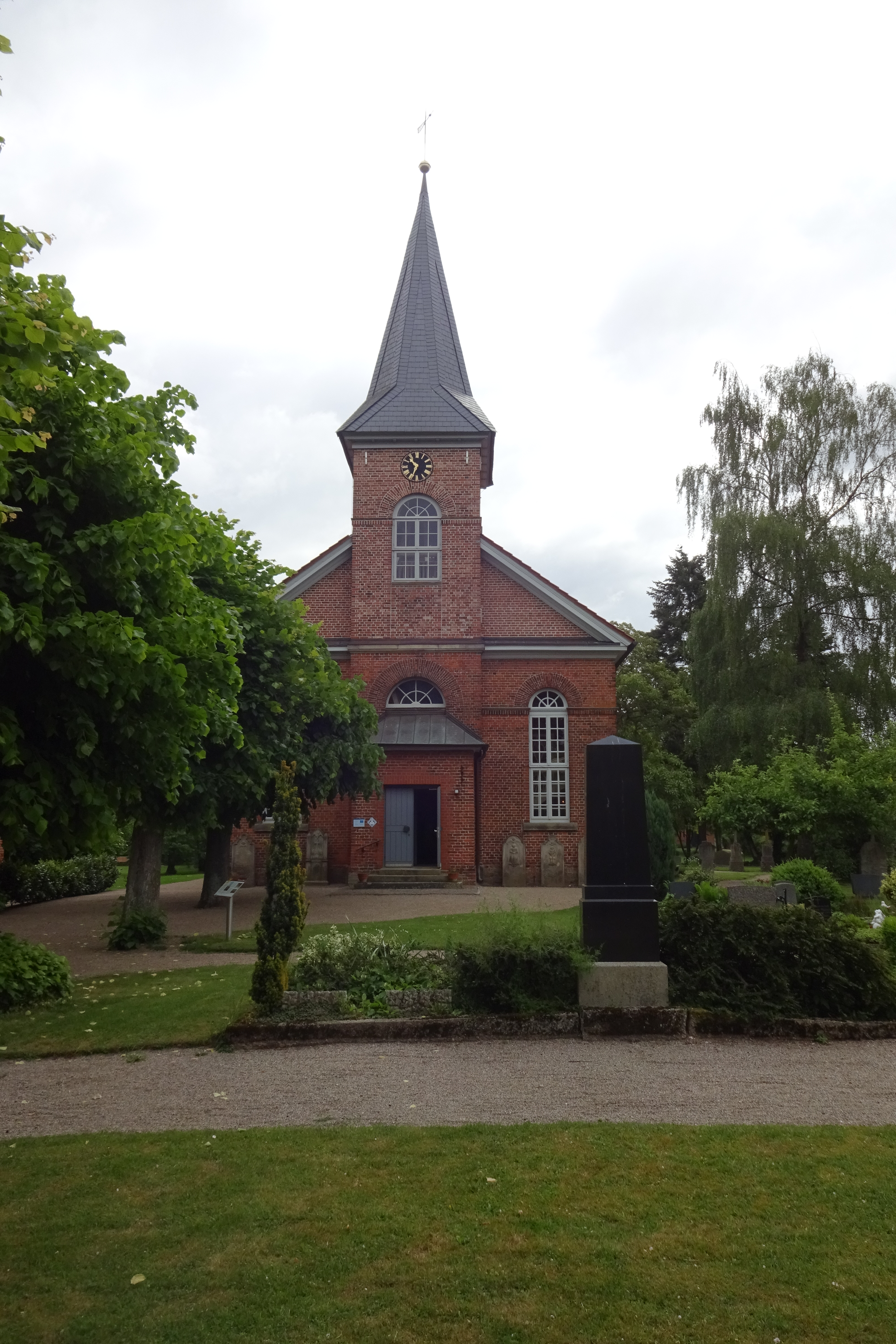
Kirche Oiste

## Politik

### Gemeinderat
Der Rat der Gemeinde Blender besteht in der aktuellen Wahlperiode aus 12 Ratsfrauen und Ratsherren. Der dreizehnte Platz bleibt leer, da die JWB lediglich zwei Bewerberinnen auf der Liste hatte und drei Sitze erreichen konnte. 13 ist die festgelegte Anzahl für die Mitgliedsgemeinde einer Samtgemeinde mit einer Einwohnerzahl zwischen 2001 und 3000 Einwohnern. Die Ratsmitglieder werden durch eine Kommunalwahl für jeweils fünf Jahre gewählt. Die aktuelle Amtszeit begann am 1. November 2021 und endet am 31. Oktober 2026.
Die letzte Kommunalwahl am 12. September 2021 ergab das folgende Ergebnis:
| Partei      | Anteilige Stimmen | Anzahl Sitze |
| ----------- | ----------------- | ------------ |
| CDU         | 47,94 %           | 6            |
| SPD         | 18,82 %           | 2            |
| Grüne Liste | 13,30 %           | 2            |
| JWB         | 19,94 %           | 2            |

Die Wahlbeteiligung bei der Kommunalwahl 2021 lag mit 65,24 % über dem niedersächsischen Durchschnitt von 57,1 %.

### Bürgermeister
Der Gemeinderat wählte das Gemeinderatsmitglied Patrick Rott (CDU) zum ehrenamtlichen Bürgermeister für die aktuelle Wahlperiode.

### Wappen
In Silber ein roter Pfahl, belegt mit einem schräg nach rechts aufgerichteten, mit dem Bart nach links gewandten silbernen Schlüssel gotischer Form mit Vierpassreite („Bremer Schlüssel“), begleitet vorn von einem schwarzen Nagelkreuz (Verden), hinten von einer nach vorn gerichteten aufrechten rot bewehrten schwarzen Bärentatze (Grafschaft Hoya). Im durch Wellenschnitt abgeteilten blauen Schildfuß ein nach hinten offener goldener Armreif. Hierbei handelt es sich um den Gahlsdorfer Ring. Dieser wurde 1936 in Gahlstorf bei Erdarbeiten gefunden. Er stammt aus dem 6. oder 7. Jahrhundert vor Christus.

## Kultur und Sehenswürdigkeiten

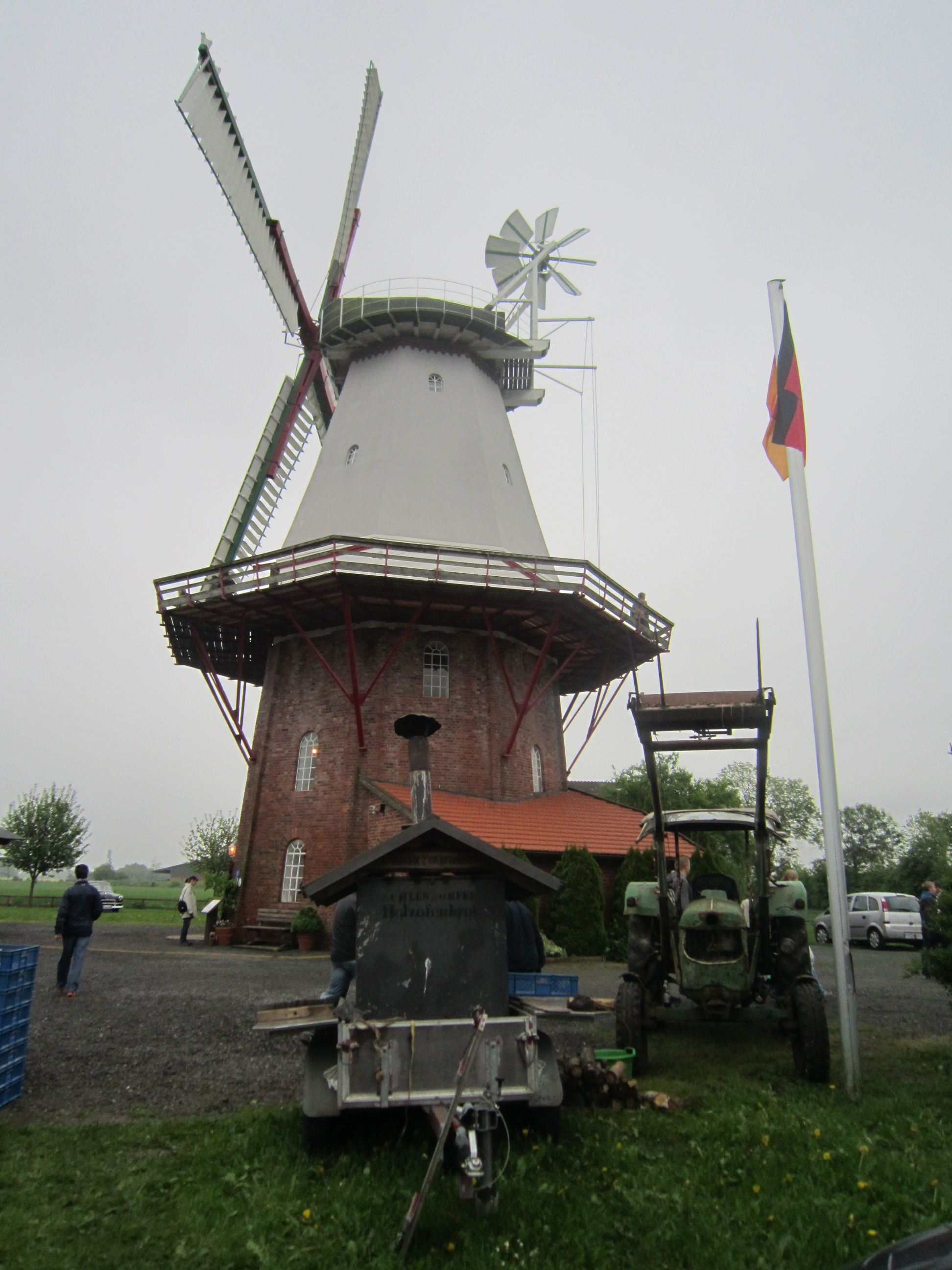
Windmühle Blender

In der Liste der Baudenkmale in Blender sind für die gesamte Gemeinde Blender 30 Baudenkmale aufgeführt, davon im Kernort Blender und in Oiste je fünf, in Varste sieben und in Intschede 13. Darunter sind
- die Kirche zu Blender,
- die Kirche Oiste und
- die St.-Michaelis-Kirche Intschede.

## Infrastruktur
Die Gemeinde Blender ist wie alle Gemeinden der Samtgemeinde Thedinghausen mit dem öffentlichen Personennahverkehr verbunden. Es besteht eine Buslinie zwischen Verden und Thedinghausen. Arzt, Kindergarten, Grundschule, Geldinstitute sowie Restaurants sind vorhanden. In Intschede besteht eine Schleusenanlage mit Wasserstandsmessung. Schon früh war der Ort zu einer Zollstation für den Schiffsverkehr auf der Weser geworden.

## Persönlichkeiten
- Ernst Klemeyer (1904–1992), SA- und NSDAP-Mitglied, deutscher Verwaltungsjurist und Kommunalbeamter, in Reer geboren
- Wilhelm Overhoff (1912 bis 1990), deutscher Nationalsozialist, SS-Arzt und von 1947 bis 1955 in Praxisgemeinschaft mit seiner Frau Arzt und Geburtshelfer in Blender